# 先军政治
先军政治（朝鲜语：／），又稱先军思想（朝鲜语：／），是朝鲜民主主义人民共和国的一个政治理论，为朝鲜劳动党中与主體思想并行的重要意识形态构成。该理论是朝鲜“金日成金正日主義”的主要部分之一，其大致内容可归纳为“在国家事务中，一切工作以军事为先、以军事为重”，在朝鲜至今仍作为“政治生活和斗争中的唯一指导方针”而被广泛尊崇。
在金日成和金正日時代，由于先军政治的推行，使得朝鲜人民军的地位空前提高；在民间，军人也能得到额外的优先和尊重。朝鲜官方在2002年开始扩充和完备并且着重强调“先军政治”的内容，但是后来因为陷入经济困境，尽管在军部的坚持下，先军政治的推行不得不在一定程度上为经济改革让路。2011年12月24日，《劳动新闻》发表社论，表示朝鲜要在金正恩的带领下继续走“先军”道路。朝鲜于2019年4月11日召开第十四届最高人民会议第一次会议，对朝鲜劳动党及国家领导层进行改组。随后在行第十四届最高人民会议第一次会议中决定修改宪法，在憲法第59条中删去“先军政治”一词。

## 背景
苏联解体后，朝鲜的不安全感越来越强，美国对伊拉克的战争更加剧了这一点。所以，金正日多次强调要坚持“先军政治”，他曾在多个公开场合说，“先军政治就是万能宝剑。”金正恩上台后，也不断的强调先军政治，例如2016年金正恩新年贺词中：“敌对势力的挑衅活动仍在持续，局势依然紧张，但是我们将一如既往，高举革命的红旗，沿着自主、先军、社会主义这一条道路奋勇前进，并为维护朝鲜半岛及世界的和平稳定恪尽职责。”“帝国主义的侵略本性绝对不会改变，没有强大的军事力量就不能保卫国家和民族的自主权、生存权和社会主义。”

## 内容
“先军政治”主要包括4方面的内容：
1. 突出军队地位。朝鲜通过对社会阶层次序的调整，将军人置于工人、农民、知识分子3大阶层之前，以突出军人的地位。
2. 执行“先军”领导方式。朝鲜由领袖重点抓军队工作，再以治军方式推动全社会工作。领袖抓军队主要是以走访视察军事单位进行现场指导方式开展。对社会工作，朝鲜党和国家领导人要求各级干部像指挥战斗那样指挥工作，提出的方针政策也多用军事术语来表达，比如对具体的经济任务要开展“进攻战”、“歼灭战”等。
3. 保障军费投入。朝鲜领导人多次强调，“国家财政再困难，也要优先保障国防费用的支出”。
4. 启迪军魂，增强凝聚力。朝鲜通过“先军政治”，选择军人作为社会进步的先导，用军人的奉献精神焕发国民的凝聚力。

## 军事
先军政治是20世纪60年代末至今朝鲜党和国家照搬斯大林主义模式的体现之一。它以军队作为骨干和主力，防止敌对势力从军事、政治、经济等各方面渗入。它在政治上是带“左”倾的。视军事为第一国事，这意味着在制定和执行党和国家的路线和政策时把重视和加强军事看作是必须放在头等位置的重要工作。朝鲜认为国家和民族的命运不是取决于幅员大小和人口多少，而是取决于军事力量如何。建设强大的军事力量，是增强总体国力的关键。以军队作为骨干和主力推进建设，这意味着朝鲜试图在当时西方国家对它严峻的挑战下，将国家变为军营，以军队维护现有意识形态和经济体制，推动国家各方面建设。

## 发展
在朝鲜，先军政治始于上世纪60年代末，到90年代中期全面加以实现。
1960年8月25日，金日成和金正日父子一同视察了“近卫汉城柳京第105坦克师团”，此后朝鲜将次日视为“先军领导开始日”，现任朝鲜人民军最高司令官、国防委员会副委员长金正恩第一次单独公开活动就是于2012年1月1日视察105坦克师团，被外界普遍解读为“继承先军政治遗产的宣言”。
文在寅就任韓國總統後，半島關係出現緩和。朝鮮國務委員會、朝鮮勞動黨委員長金正恩和美國總統川普亦多次會面。2019年4月11日朝鮮召开第十四届最高人民会议第一次会议，对朝鲜劳动党及国家领导层进行改组。随后在行第十四届最高人民会议第一次会议中，朝鲜人民会议决定修改宪法。
在上一版宪法中，朝鲜宪法第59条为“朝鲜民主主义人民共和国武装力量的使命是贯彻先军革命路线”。但在新版宪法中，宪法第59条变为“朝鲜民主主义人民共和国武装力量的使命是坚决拥护以伟大的金正恩同志为首的党中央、拥护劳动人民的利益。保卫社会主义制度和革命的成果，祖国的自由和独立、和平不受外来侵略。”在第59条中删去了“先军政治”（선군정치）一词。

## 肇始争议

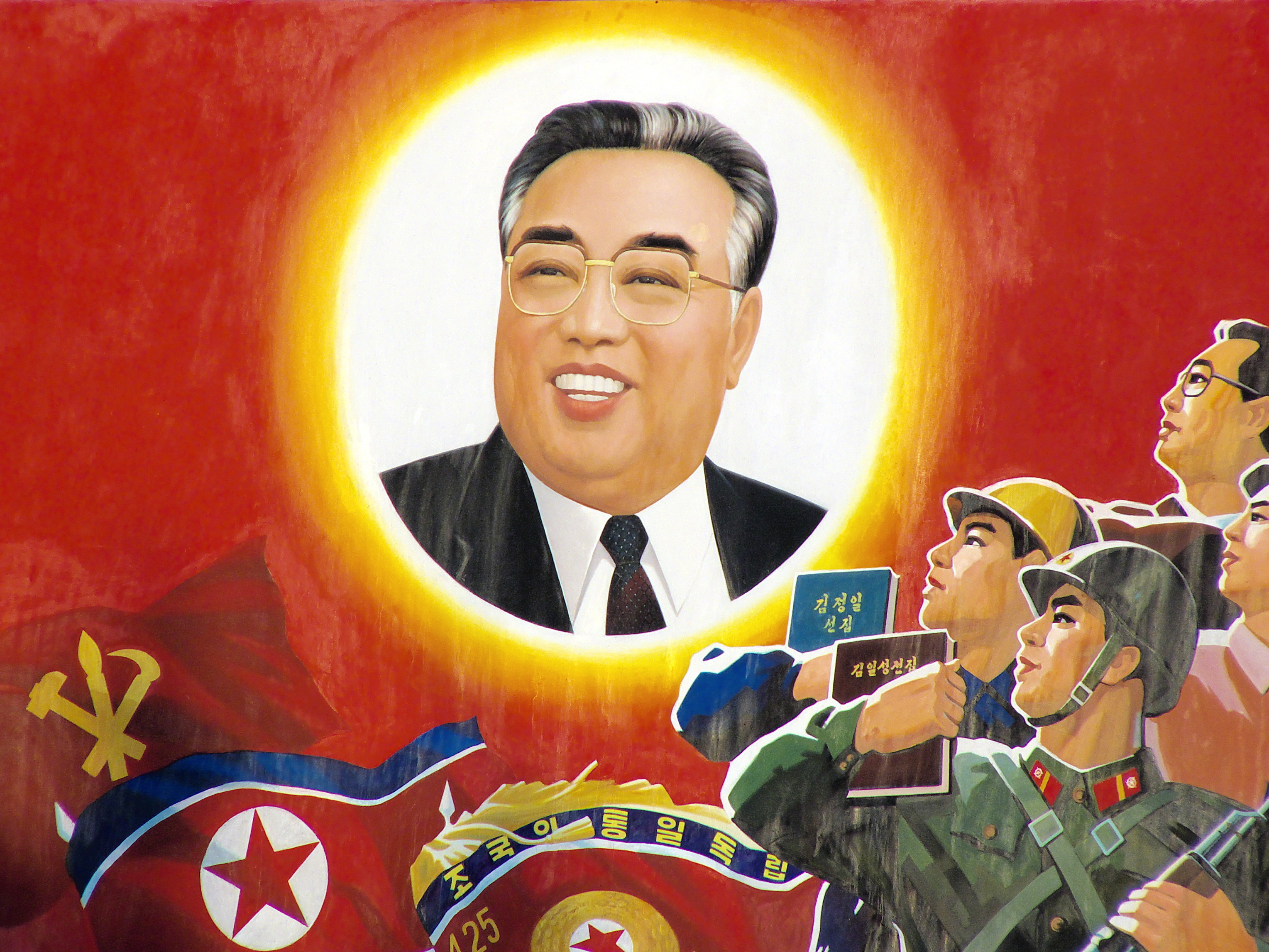
金日成在朝鮮享有至高無上的地位，他離世後被尊稱為「共和国永远的主席」。

关于先军政治的肇始，朝鲜官方历来的说法不一致，朝鲜国内学术界也众说纷纭。
下面依时间先后，列出各种被认为是先军政治肇始的事件：
- 1926年6月25日，金日成继承父亲金亨稷的两只手枪；
- 1926年10月17日，金日成建立“打倒帝国主义同盟”；
- 1930年6月到7月，金日成在卡伦会议上提出武装斗争路线，作为反日民族解放斗争的基本路线；
- 1932年3月25日，金日成组织人民抗日游击队；
- 1960年8月25日，金正日访问“柳京守105坦克师”；（此说为2006年官方认定，并将8月25日作为公众休息日）
- 1962年2月5日，金正日视察大德山岗哨，是金正日對朝鮮人民軍的第一次現場指導；（此说在2003年平壤各大学间举行的“金正日革命历史学科竞赛”中被提出）
- 1995年1月1日，金正日视察蟠松岗哨。（这是2002年前的统一说法；“先军政治”一词第一次被提出）

## 文內注解
1. ↑  早期曾译作“以军事为重的政治”